# Cataloniens historie
Cataloniens historie strækker sig fra den tid, hvor det landområde, der nu udgør Catalonien, først blev beboet og til nutiden. Området har siden middelalderen været befolket af mennesker, som overvejende har talt et latin, som frem til 800-tallet udviklede sig til det catalanske sprog. Området har tillige gennem tiderne spillet en stor rolle for samfærdsel mellem det vestlige og det sydvestlige Europa samt et opmarchområde for erobring af den iberiske halvø.
Den catalanske kultur og Catalonien som statsdannelse er mestendels udviklet fra Barcelona, men catalansksproget kultur har også dybe rødder i Valenciaregionen og på Balearerne. Den middelalderlige catalanske kultur udvikledes inden for Aragoniens krone, hvor catalansk kultur var den vigtigste komponent. Inden for det spanske rige har Catalonien været indblandet i en række konflikter og krige med den spanske centralregering som modpart – ofte som den tabende part. Siden slutningen af 1900-tallet har Catalonien oplevet en periode med større regional magt, fornyede selvstændighedsambitioner og større fokus på det catalanske sprog.

## Den ældste historie
Den ældste kendte bosættelse i det, som nu er Catalonien, er dateret til begyndelsen af mellempalæolitikum. Det ældste fund af mennesker i området er en menneskekæbe, som er fundet i Banyoles i provinsen Girona. Ifølge visse kilder er fundet 200.000 år gammelt, ifølge andre ”kun” omkring 60.000 år.
I Banyoles har man også fundet den ældste kendte flitsbue i Europa, dateret til 5400–5200 f.Kr. Buen er 108 cm lang og fremstillet af taks.
Den neolitiske tid begyndte omkring 4500 f.Kr. De vigtigste fund fra denne tid er gjort i Fontmajor-grotten ved l'Espluga de Francolí i Tarragona-provinsen, Toll-grotten i Morà i Barcelona-provinsen og Gran- og Freda-grotterne (Cova Gran og Cova Fred) ved bjerget Montserrat nordvest for Barcelona.
Kobberalderen varede mellem 2500–1800 f.Kr og bronzealderen 1800–700 f.Kr. Der findes få fund fra denne tid, men nogle bosættelser ved Segre-floden (en biflod til Ebro) er blevet daterede til disse perioder. Under bronzealderen kom indoeuropæerne til området sammen med den så kaldte urnegravskultur.
I 500-tallet f.Kr. oprettedes den græske koloni Emporion på det nuværende Spaniens østkyst uden for det nuværende Girona. Dette gjordes troligvis af handelsrejsende fra den græske by Massalia, det vil sige den nuværende franske Middelhavsby Marseille. Cirka 200 f.Kr. påbegyndte romerne koloniseringen af Catalonien. Den romerske koloni Hispania Tarraconensis eksisterede frem til begyndelsen af 400-tallet, da vestgoternes indtog gjorde ende på den romerske kultur.

## Middelalderen

### Tidlig middelalder (400- til 900-tallet)
År 475 e.Kr. indlemmedes Catalonien i kongeriget Tolosa, nu Toulouse, af den vestgotiske konge Eurik. På samme tid frigjorde goterne sig fra det Vestromerske rige, som man havde lydt under frem til 476 e.Kr.
Da den justinianske pest nåede den Iberiske halvø år 542 kunne goterne ikke holde sit vældige rige sammen. De franske dele af riget gik tabt, og riget koncentreredes til den Iberiske halvø. Under den gotiske konge Teudis (regent 531 – 548) blev Barcelona hovedstad i det nye rige Hispania. Tiden som hovedstad blev kortvarig. allerede under Athanagild (regent 551 – 567) flyttedes hovedstaden til Toletum (Toledo), som lå mere centralt i riget.
Med tiden opdeltes Hispania i en række mindre gotiske hertugdømmer og grevskaber, som var vasalstater under kongen i Toledo. Da muslimernes erobringstog under hærføreren Tarik ibn-Ziyad nåede Hispania i 711, var det gotiske centralstyre stærkt svækket. År 718 e.Kr. nåede den muslimske kampagne Al-Andalus Catalonien, og området annekteredes frem til år 801. Da indtog Karl den store Barcelona og indlemmede områderne på den sydlige side af Pyrenæerne i Frankerriget som en bufferzone mod morerne, under navnet Marca Hispanica.
"Spansk område" inddeltes i 15 grevskaber blandt hvilke, Barcelona snart fik en stor indflydelse. På denne tid forekommer for første gang navnet Catalaunia, måske en forvrængning af "Gotholania". Dette sidst nævnte begreb opstod til minde om landets tidligere herrer, goterne. Den sidste greve, der blev indsat af en frankisk konge, blev den catalanske adelsmand Wilfred den hårede. Den frankiske konge Ludvig den Stammende (Ludvig II) tildelte ham Barcelona, Girona og Besalú. Derved oprettede Wilfredo, eller Guifre el Pilós på catalansk, det fremgangsrige fyrstehus Barcelona og blev kaldt ”Cataloniens fyrste”. Ifølge myten blev Cataloniens flag skabt, da kong Ludvig trak sine blodige fingre over Wilfredos skjold.
Efter Wilfreds død år 897 blev grevskabet Barcelona arveligt – dog fortsat sanktioneret af de frankiske konger. Dette ses nu som indledningen til et selvstændigt Catalonien. Den definitive frigørelse fra det frankiske kongedømme skete dog først år 985, da den hjælp, som frankerne havde håbet på i krigen mod Al-Mansur, udeblev.

### Grevskabet Barcelona/Catalonien (800- til 1100-tallet)
Det 11. århundrede var præget af udviklingen af det feudale samfund. Under grevinde Ermesinde af Carcassonne regentskab var centralmagtens opløsning tydelig. Fra tidspunktet for triumfen for Ermessindes barnebarn, Ramon Berenguer I overherrer og omkringliggende grever, stod greverne af Barcelona fast som bindeleddet i et net af troskab mellem greverne og kronen. Ramon Berenguer I begyndte kodificeringen af catalansk lov i Barcelonas skriftlige Usages. Catalonien forblev der efter et selvstændigt feudalsamfund frem til år 1137, da det ved ægteskabsforbindelse mellem grev Ramon Berenguer IV og dronning Petronila af Aragonien forenedes med Kongeriget Aragonien. Statsforeningen gennemførtes dog først i 1150.
Regenter i denne periode:
- Wilfred I 878 – 897
- Wilfred II eller Borrell I 897 – 912
- Sunyer I 912 – 946
- Borrell II 946 – 966
- Miró 946 – 992
- Ramon Borrell 992 – 1017
- Berenguer Ramon I 1017 – 1035
- Ramon Berenguer I 1035 – 1076
- Ramon Berenguer II 1076 – 1082
- Berenguer Ramon II 1076 – 1097
- Ramon Berenguer III 1093 – 1131
- Ramon Berenguer IV 1131 – 1162

Tekster på catalansk er kendte fra 800-tallet omend de ældste bevarede dokumenter skrevne på catalansk først dateres til 1100-tallet.

### Aragoniens krone/Fyrstendømmet Catalonien (1000- til 1400-tallet)
I det nye kongerige Aragonien udvikledes Catalonien hurtigt til en stærk autonom stat med betydende handelsinteresser i hele Middelhavsområdet. Områdets ekspansion foregik frem til midten af 1400-tallet. År 1229 erobrede kong Jaume af Aragonien Mallorca, hvilket kan siges at indlede den catalanske stormagtstid, og år 1238 erobredes Valencia.
I det nye Aragoniens krone udvikledes Catalonien til fyrstendømmet Catalonien med betydende handelsinteresser i hele Middelhavsområdet. Barcelonas voksende betydning understregedes af, at to vigtige institutioner blev dannet i denne tid: Et af de første egentlige parlamenter i Europa (Corts Catalanes), også den Generalitat og byforsamlingen Consell de Cent i byen Barcelona.
Da huset Barcelona uddøde i 1410, bevirkede det afslutningen på den catalanske dominans i Aragonien og begyndelsen til Cataloniens nedgang. År 1469 etableredes en union mellem Kastilien og Aragonien, men Catalonien beholdt sin status som autonom stat. Den økonomiske nedgang og faldet i antal indbyggere bevirkede imidlertid en stadig mere begrænset rolle for Catalonien i det spanske monarki.
Regenter under tiden, hvor Catalonien indgik i Aragonien:
- Alfons I 1164 – 1196
- Pere I 1196 – 1213
- Jaume I 1213 – 1276
- Pere II 1276 – 1285
- Alfons II 1285 – 1291
- Jaume II 1291 – 1327
- Alfons III 1327 – 1336
- Pere III 1336 – 1387
- Joan I 1387 – 1396
- Martí I 1396 – 1410
- Ferdinand I 1412 – 1416
- Alfons IV 1416 – 1458
- Joan II 1458 – 1479
- Ferdinand II 1479 – 1516

Krisen i det 14. århundrede, slutningen af Barcelonas hus og en borgerkrig (1462-1472) svækkede fyrstendømmets rolle i kronen og internationale anliggender.
Ved ægteskabet mellem Ferdinand 2. af Aragonien og Isabella 1. af Kastilien dannedes efterfølgende unionen Spanien.

## 1500- og 1600-tallet
Under Ferdinand den katolske indlemmedes landet i det øvrige Spanien men beholdt sin oprindelige, frie forfatning og sine egne rigsstænder – Corts Catalanes. Til gengæld var man længe udelukket fra handel og udnyttelse af de nyoprettede kolonier i spansk Amerika, hvilket bevirkede en langvarig økonomisk nedgang for regionen.
Under 30-årskrigen udbrød en konflikt mellem Spanien og Catalonien som følge af, at spanske tropper var udstationerede i Catalonien under krigen mellem Spanien og Frankrig. Konflikten udbrød under ”Kristi krops og blods højtid” i maj 1640. Den pågik 1640–1652 og fik navnet høstfolkskrigen (catalansk: Guerra dels Segadors), efter som de catalanske tropper hovedsagelig bestod af bønder, og revolten indledtes af utilfredse landarbejdere. Det var modviljen mod centralmagtens krigspolitik og centraliseringsforsøg, som gav oprindelsen til konflikten.
En catalansk republik blev udråbt i Barcelona under beskyttelse af den franske konge Ludvig XIII. Kongen havde lovet at bistå de catalanske bønder med franske tropper.
Spaniens reaktion var at sende 26.000 mand under ledelse af Pedro Fajardo for at knuse den catalanske revolte. Spanien generobrede et antal byer, men den catalanske modstand blev blot mere hårdnakket efter de henrettelser, som spaniolerne gennemførte i de erobrede områder. I slaget ved Montjuïc 1641 besejrede catalanerne den spanske hær.
Efter langvarige kampe, hvor snart spaniolerne snart de fransk-catalanske tropper havde fremgang, trak de franske tropper sig endeligt ud i forbindelse med freden i Westfalen i 1648. Der efter fik Filip IV overtaget i kampen mod de catalanske bønder. Langsomt vandt spaniolerne terræn i Catalonien og gik til angreb på Barcelona. Efter tolv måneders belejring måtte Barcelona i 1652 give op. Freden blev siden indgået i forbindelse med Pyrenæerfreden i 1659. Spanien afstod den nordligste del af regionen (i dag ofte kaldet Nordcatalonien) til Frankrig. Den nye franske provins fik navnet Roussillon.

## 1700- og 1800-tallet
Det catalanske selvstyre bestod efter høstfolkskrigen. Efterhånden kom økonomien i orden, og i begyndelsen af 1700-tallet kan den siges at have været god.
Imidlertid døde den barnløse Karl II år 1700, hvilket indebar afslutningen på det habsburgske hus' tronfølge i Spanien. Karl II testamenterede riget og tronen til Filip af Anjou, som tilhørte Huset Bourbon. Dette ledte til udbruddet af den spanske arvefølgekrig (1701-1714). Her stillede Catalonien sig efterhånden på det habsburgske hus' side, som lancerede Karl VI som ny konge. Krigen, som fulgte, blev en fuldstændig katastrofe for catalanerne. Barcelona blev delvist ødelagt efter en meget blodig belejring, hvor under indbyggerne gjorde fanatisk modstand. Alle mænd og drenge over fjorton år fik våben og forsvarede og gjorde modangreb lige til belejringens sidste dag. Barcelona holdt ud i tretten måneder med et forsvar på 5.300 mand mod en 40.000 mand stor hær. Endeligt kapitulerede byen den 11. september 1714 (nu Cataloniens nationaldag) efter den blodigste dag i byens historie. Det catalanske selvstyre blev ophævet efter arvefølgekrigens afslutning i 1716. De dekreter, som udstedtes mellem år 1707 og 1716 af Filip V og som kaldtes Nueva Planta, indebar vidtrækkende indskrænkninger for catalanerne, som der efter kom under kastilianske love.
Trods den bitre krigsafslutning hentede Cataloniens økonomi sig i løbet af 1700-tallet. Jordbrugsproduktionen voksede lige som indbyggertallet. Industrialisering igangsattes også med tøj- og tekstilfremstilling, især af bomuld. En faktor, som bidrog til at fremme den økonomiske udvikling, var, at handelen med kolonierne åbnedes i 1778 for tolv spanske byer, en reform som især begunstigede Barcelona og derved Catalonien.
I 1790-erne opstod nye konflikter, Pyrenæerkrigen, ved den franske grænse i forbindelse med Den Franske Revolution og revolutionskrigene. Under Napoleonskrigene blev Catalonien i 1808 okkuperet af den franske general Guillaume Philibert Duhesmes tropper. Napoleon planlagde at indlemme Spanien i sin interessesfære, og da Portugal nægtede at gå med i Kontinentalblokaden, lod han de franske tropper rykke ind på spansk område for at kæmpe mod portugiserne. Den spanske konge abdicerede, og Napoleon gav den spanske krone til sin egen broder, Joseph Bonaparte. Det førte til en regelret folkerejsning mod det franske styre, og denne revolte har fået navnet Den Spanske Selvstændighedskrig. En guerillalignende krig blev udkæmpet på spansk jord helt frem til år 1813. Mellem årene 1812 og 1813 var Catalonien under direkte fransk styre og organiseret i først fire, så to departementer. Det franske styre i Catalonien varede til år 1814, da den britiske general Wellington efter for briterne fremgangsrige kampe kunne indgå en våbenstilstandsaftale, som indebar, at franskmændene overdrog deres tilbageværende positioner, blandt andre Barcelona.

### Carlistkrigen
Carlismen skylder sit navn en tiltænkt tronfølger, Don Carlos. Det var en konservativ, katolsk og monarkistisk folkebevægelse, hvis formål var at sætte en sidelinje af huset Bourbon på den spanske trone. Den opstod, da den enevældige konge Ferdinand VII i 1830 gennemtvang en ny forordning, der havde til formål at muliggøre for hans eneste barn, prinsesse Isabel, at kunne arve tronen. Den tidligere tiltænkte barneregent Don Carlos, hertug af Molina fratoges dermed arveretten til den spanske trone til fordel for broderens datter, senere dronning Isabella II. Dette blev kilden til de følgende Carlistkrige, borgerkrige som til dels havde deres baggrund i catalanernes ringe politiske indflydelse, og som kendetegnedes ved sine rædselsfulde grumheder.
Da kong Ferdinand VII døde i 1833, udfærdigede hans yngre broder Don Carlos en proklamation i hvilken, han gjorde krav på tronen. Regeringen svarede med at konfiskere hans ejendom. Spanien blev hurtigt delt i to lejre, og i 1834 svarede Don Carlos med at kalde sine tilhængere til våben (første carlistkrig, 1834–40). Selv måtte han flygte til Storbritannien, men vendte i juli samme år tilbage for at forene sig med sine tilhængere. Med sig havde han præsterne, de reaktionære og selvstændighedskæmperne i de Baskiske provinser Aragonien og Catalonien, hvor man ikke ville vide af noget liberalt enhedsstyre.
Carlistkrigen foregik hovedsagelig i Baskerlandet, hvor flertallet af befolkningen støttede carlisterne. I 1839 lykkedes det for formynderregeringens leder general Baldomero Espartero at overtale baskerne til at bryde med carlisterne ved at love dem selvstyre. Dermed afsluttedes borgerkrigen med den liberale sides sejr. Endeligt skete det i juli 1840. Don Carlos måtte flygte til Frankrig og afsagde sig i 1845 sine krav til fordel for sønnen Don Carlos, greve af Montemolin (1818-1861).
Da Don Carlos (1818-1861) blev carlisternes tronprætendent i 1845, udbrød der et oprør i hans navn. Denne gang (anden carlistkrig, 1846–49) foregik borgerkrigen især på catalansk jord, la guerra dels matiners. Krigen kaldes på catalansk Madrugadores og regnes på grund af sin relativt ringe omfatning ikke altid som en borgerkrig. I så fald omtales i stedet den tredje carlistkrig som den anden. Også Madrugadores endte med, at carlisterne blev slået og tvunget til at flygte til Frankrig.
I 1868 blev den almindelige modvilje mod dronning Isabella IIs styre så stor, at det førte til oprør. Septemberoprøret, som det alment kaldes, har i Catalonien fået navnet "Den ærerige revolution". Den overgangsregering, der dannedes, gav Catalonien og Baskerlandet øget selvstyre. General Prim y Prat, som havde hovedansvaret for overgangsregeringen, blev imidlertid myrdet i 1870 i forbindelse med, at han forsøgte at sætte en italiensk hertug ved navn Amadeus af Savoyen på den spanske trone.
I den politiske turbulens, som fremkom, lancerede carlisterne en ny tronprætendent. Det var Don Carlos, hertug af Madrid (1848-1909), brodersøn til Don Carlos, greve af Montemolin. Don Carlos anerkendtes også af paven som konge af Spanien under navnet Karl VII. Den tredje borgerkrig (tredje carlistkrig, 1872–76) om tronfølgen var dermed et faktum. Også denne gang måtte carlisterne se sig besejrede.

## 1900-tallet
| Venstre: Francesc Macià, første præsident i Catalonien. (1931-1933). Højre: Lluís Companys, anden præsident (1933-1940), henrettet af Francos diktatur |  | Venstre: Francesc Macià, første præsident i Catalonien. (1931-1933). Højre: Lluís Companys, anden præsident (1933-1940), henrettet af Francos diktatur |
| Venstre: Francesc Macià, første præsident i Catalonien. (1931-1933). Højre: Lluís Companys, anden præsident (1933-1940), henrettet af Francos diktatur |  | |

Trods Napoleon- og carlistkrigene oplevede Catalonien en stærk økonomisk vækst og industrialisering. I 1832 startede Bonaplata-fabrikken i Barcelona, den første i landet, der gjorde brug af dampmaskinen. Catalonien i almindelighed og Barcelona i særdeleshed var et centrum for radikal arbejderagitation, præget af talrige generalstrejker, attentater (især i slutningen af 1910'erne) og fremkomsten af den anarkistiske Confederación Nacional del Trabajo (CNT) grundlagt i Barcelona i 1910. Voksende vrede over værnepligten og af militæret kulminerede i den Tragiske Uge (Setmana Tràgica) i Barcelona i 1909, hvilket resulterede i over 100 borgeres død. Anarkisterne havde været aktive gennem det tidlige 20. århundrede og opnåede, efter en vellykket strejke, som lammede en stor del af industrien i Catalonien, den første otte-timers arbejdsdag i Vesteuropa i 1919. Under anden halvdel af 1800-tallet oplevede regionen en kulturel renæssance, som udvikledes parallelt med en begyndende catalansk nationalisme. Desuden fremkom flere arbejderbevægelser.
I 1901 grundlagdes det spanske konservative politiske parti Regionalistiske liga (catalansk: Lliga Regionalista de Catalunya) af politikeren Francesc Cambó. Ni år senere fremlagde Cambó et forslag til regional autonomi som dog ikke blev gennemført.
I stedet etablerede de fire catalanske provinser 1914 et "forbund" (catalansk: Mancomunitat). Efter Primo de Rivera-diktaturets (1923–30) fald oprettedes den Anden spanske republik. Det venstreorienterede nationalistiske parti Esquerra Republicana de Catalunya (ERC) vandt lokalvalget, og Generalitat de Catalunya blev genoprettet, hvilket omfattede et catalansk parlament. I 1930'erne var Francesc Macià og Lluís Companys (ERC) de catalanske præsidenter (1931-1933 og 1933-1940). Den Republikanske Generalitat, demokratisk ledet af venstrefløjen, udførte en betydelig opgave på forskellige områder som kultur, sundhed, uddannelse og civilret, på trods af den alvorlige økonomiske krise, som republikken arvede, dens sociale konsekvenser, den lave skattemæssige autonomi og de politiske omskifteligheder i perioden.
Den spanske revolution 1936–39 havde sit stærkeste fæste i Catalonien. Det var en fredelig socialistisk samfundsforvandling, som senere overgik i den spanske borgerkrig. Efter tre års krig sejrede imidlertid de spanske falangister i 1939. Dette førte til afskaffelse af catalanske institutioner og et forbud mod officielt at anvende det catalanske sprog.
Fordi Spanien blev ødelagt, og det nye regime anvendte en autark politik, led Catalonien (som et industricenter) alvorligt; det økonomiske opsving var langsomt. I 1950- og 1960-erne oplevede Catalonien på ny en periode med økonomisk fremgang, og regionen udviklede sig til et vigtigt turistrejsemål. Indvandringen af arbejdskraft fra andre dele af Spanien tog til, og Barcelona udviklede sig til en af Europas største by- og industriregioner.

### Efter Franco
Efter Francos død i 1975 og den spanske overgang til demokrati i perioden frem til 1982 fik Catalonien genoprettet sin politiske og kulturelle autonomi, og området blev et af de mest økonomisk udviklede regioner på den iberiske halvø. Via det politiske selvstyre fik de lokalt styrende drevet udviklingen af det kulturelle særpræg længere end i andre spanske autonome regioner. Den catalanske regionsregering har udråbt – mod den spanske centralregerings udtrykkelige vilje – en rådgivende folkeafstemning om Cataloniens selvstændighed til at finde sted den 9. november 2014.
Den 30. marts 2006 vedtager parlamentet i Madrid en lov, der overdrager myndighederne i Catalonien flere rettighederog giver mere magt over økonomiske og retslive forhold. Den 31. juli samme år forsøger statsministeren Mariano Rajoys parti at stoppe loven, da den angiveligt giver Catalonien for mange "privilegier". Den 28. juni 2010 bliver dele af loven fra 2006 underkendt af den spanske forfatningsdomstol; blamdt andet forbydes brugen af ordet "nation" om Catalonien. Den 10. juli 2010 afholdes en demonstration i Barcelona, hvor hundrede tusinder af personer demonstrerer til fordel for selvstændighed.
Den 11. september 2012 demonstrerer i Barcelona på Spaniens nationaldag mere end en million mennesker for Cataloniens løsrivelse. Demonstationen har siden været en årlig tradition i Catalonien.
Den 9. november 2014 trodser myndighederne i Catalonien myndighederne i Madrid og afholder symbolsk folkeafstemning om løsrivelse. Mere end 80% stemmer for et selvstændigt Catalonien, men valgdeltagelsen er dog kun 37%. Myndighederne i Madrid havde erklæret folkeafstemningen for ulovlig.
Den 9. november 2015 stemte et flertal, 72, af parlamentets medlemmer for, at Catalonien skal blive selvstændigt i løbet af 2 år, det vil sige fra 2017. Det skulle ske ved først et etablere et selvstændigt socialt bistandssystem og et finansministerium.
Den 10. januar 2016 bliver separatisten Carles Puigdemont udpeget som præsident for Catalonien.
Den 9. juni 2017 meddeler Carles Puigdemont, at der holdes afstemning om catalansk selvstændighed 1. oktober samme år. Den spanske regering erklærer, at den vil blokere afstemningen. Den 3. juli afskediger Puigdemont et medlem af sin regionalregering, der sætter spørgsmålstegn ved afstemningens legitimitet. Den spanske statsminister Mariano Rajoy beskylder den catalanske regering for "autoritære tilbøjeligheder". Regeringen indbringer spørgsmålet om afstemningens lovlighed for forfatningsdomstolen. Den 7. september erklærer Spaniens højesteret afstemningen forfatningsstridig, men Cataloniens regionalregering lover at gennemføre afstemningen alligevel. Den 13. september får spansk politi ordre om at stoppe afstemningen ved at beslaglægge stemmesedler, stemmebokse, plakater og andet materiale til afstemningen. Den 20. september anholder politiet 14 catalanske embedsmænd, der mistænkes for at organisere afstemningen. Ifølge politiet er der beslaglagt knap ti millioner stemmesedler. Tusindvis af cataloniere demonstrerer mod politiet i Barcelona. Den 29. september: Den catalanske regering siger, at 2.315 stemmebokse står klar til afstemningen. Den 30. september oplyser spansk politi, at det har lukket over halvdelen af stemmestederne. Som en reaktion besætter lokalbefolkningen mere end 100 skoler, der er udpeget som afstemningssteder for at forhindre politiet at få kontrol med dem. Over hele Spanien og også i Barcelona afholdes protestdemonstrationer af spansksindede imod afstemningen.

## Catalanismens fremvækst
Catalanismen (også catalansk nationalisme) kaldes ofte den catalanske nationalitetsbevægelse, som voksede frem i Barcelona i løbet af 1800-tallet og som i begyndelsen egentlig var en litterær bevægelse. Den blev kaldt for La Renaixença, ”genfødelsen” og gik ud på, at forfatterne og journalisterne begyndte at skrive på catalansk. Det, som begyndte som en romantisk strømning, fik snart en politisk dimension. Politiken blev intimt sammenknyttet med det catalanske sprog, hvilket fik magthaverne i Madrid til at forbyde det catalanske sprog.
Catalanismen udvikledes snart i flere retninger. De mest radikale agiterede for at gøre Catalonien til en selvstændig republik, mens de mere forsigtige ville se Catalonien gå i spidsen for en spansk reformering. Som catalanismens første ideolog af betydning regnes den catalanske politiker Valentí Almirall i Llozer. Han hævdede endda, at Catalonien burde få ansvaret for at styre hele Spanien for, at Spanien ikke skulle sagte agterud.
Inden for arbejderbevægelsen slog de catalanistiske idéer først igennem i 1920-erne. Den catalanske selvstændighedstrang går på tværs af alle partiskel.